# Байрактар, Сельчук
Сельчук Байрактар (тур. Selçuk Bayraktar; род. 7 октября 1979, Сарыер, Стамбул) — турецкий предприниматель, инженер, технический директор и совладелец компании «Baykar Makina», зять президента Турции Реджепа Тайипа Эрдогана.

## Биография
Родился 7 октября 1979 году. Отец — Оздемир Байрактар, основатель и владелец компании «Baykar Makina», которая занимается разработками в авиационно-космической отрасли, производит робототехнику и системы управления, а также беспилотные летательные аппараты.
Сельчук Байрактар окончил Стамбульский технический университет в 2002 году. Имеет степень магистра Пенсильванского университета и Массачусетского технологического института. Обладатель докторской степени Технологического института Джорджии.
Сельчук Байрактар получил широкую известность в мае 2016 года, приняв участие в объединённых военно-тренировочных действиях в Измире, где компания «Baykar Makina» представила свою новую разработку: разведывательный беспилотный летательный аппарат «Bayraktar TB2».  По решению начальника Главного штаба Вооруженных сил Турции Хулуси Акара, данный БПЛА был принят на вооружение турецкой армии.
В настоящее время играет ключевую роль в разработке и производстве новых беспилотных летательных аппаратов своей компании.
Женат на дочери президента Турции Эрдогана Сюмейе.

## Награды
- Орден «Карабах» (1 апреля 2021 года, Азербайджан)[8]
- Орден «За заслуги» III степени (4 ноября 2022 года, Украина) — за весомый личный вклад в укрепление межгосударственного сотрудничества, поддержку государственного суверенитета и территориальной целостности Украины, популяризацию Украинского государства в мире[9].
- Медаль «За заслуги в военном сотрудничестве» (2023 год, Азербайджан).
- Национальный орден Мали (2023 год, Мали)[10].
- Орден «Данк» (9 октября 2024 года, Кыргызстан)[11][12]